# Krwiodawstwo

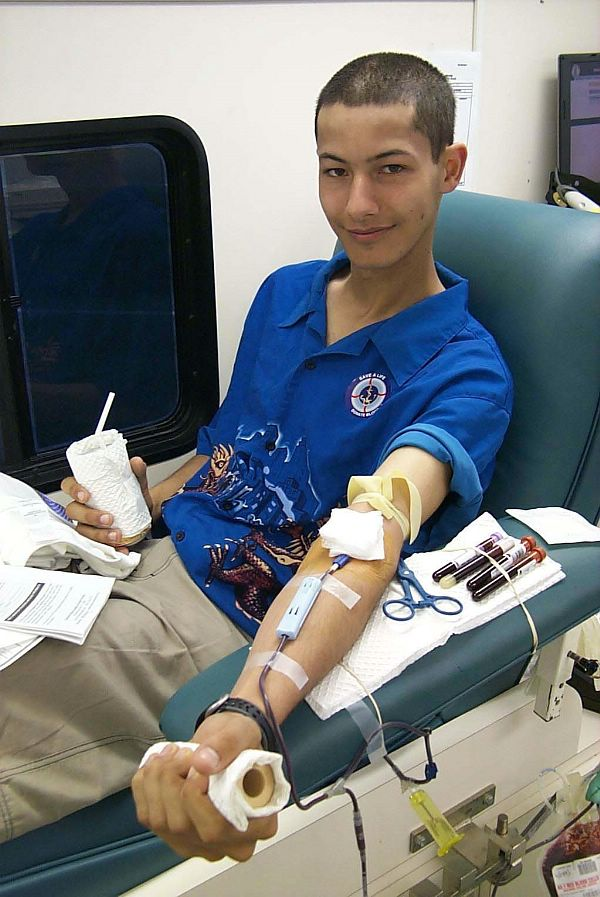
Żołnierz United States Navy w czasie oddawania krwi

Krwiodawstwo – oddawanie krwi przez osoby zdrowe na rzecz osób potrzebujących krwi lub jej składników. Odbiorcami są szpitale, kliniki oraz instytuty dokonujące skomplikowanych operacji, przeszczepów i innych zabiegów, do przeprowadzenia których krew jest niezbędna. Krew jest pobierana od pełnoletnich, zdrowych osób, które zadeklarują swoją dobrą wolę. Krwiodawstwo w Polsce jest oparte na zasadzie dobrowolnego i bezpłatnego oddawania krwi. Każda osoba, która chociaż raz oddała krew lub jej składniki, otrzymuje tytuł Honorowego Dawcy Krwi.
Krew pobierana jest od dawców krwi w Regionalnych Centrach Krwiodawstwa i Krwiolecznictwa (RCKiK) i Oddziałach Terenowych. Centra te z kolei dzięki życzliwości przedstawicieli wielu instytucji organizują wyjazdowe akcje pobierania krwi na terenie całej Polski. W ten sposób możliwość oddania krwi mają te osoby, które z różnych przyczyn nie mogą przyjechać do RCKiK lub Oddziałów Terenowych. Donację poprzedza szereg badań: przebytych chorób (kwestionariusz), morfologia (szczegółowość badania zależy od rodzaju donacji) i badanie wstępne przeprowadzane przez lekarza.

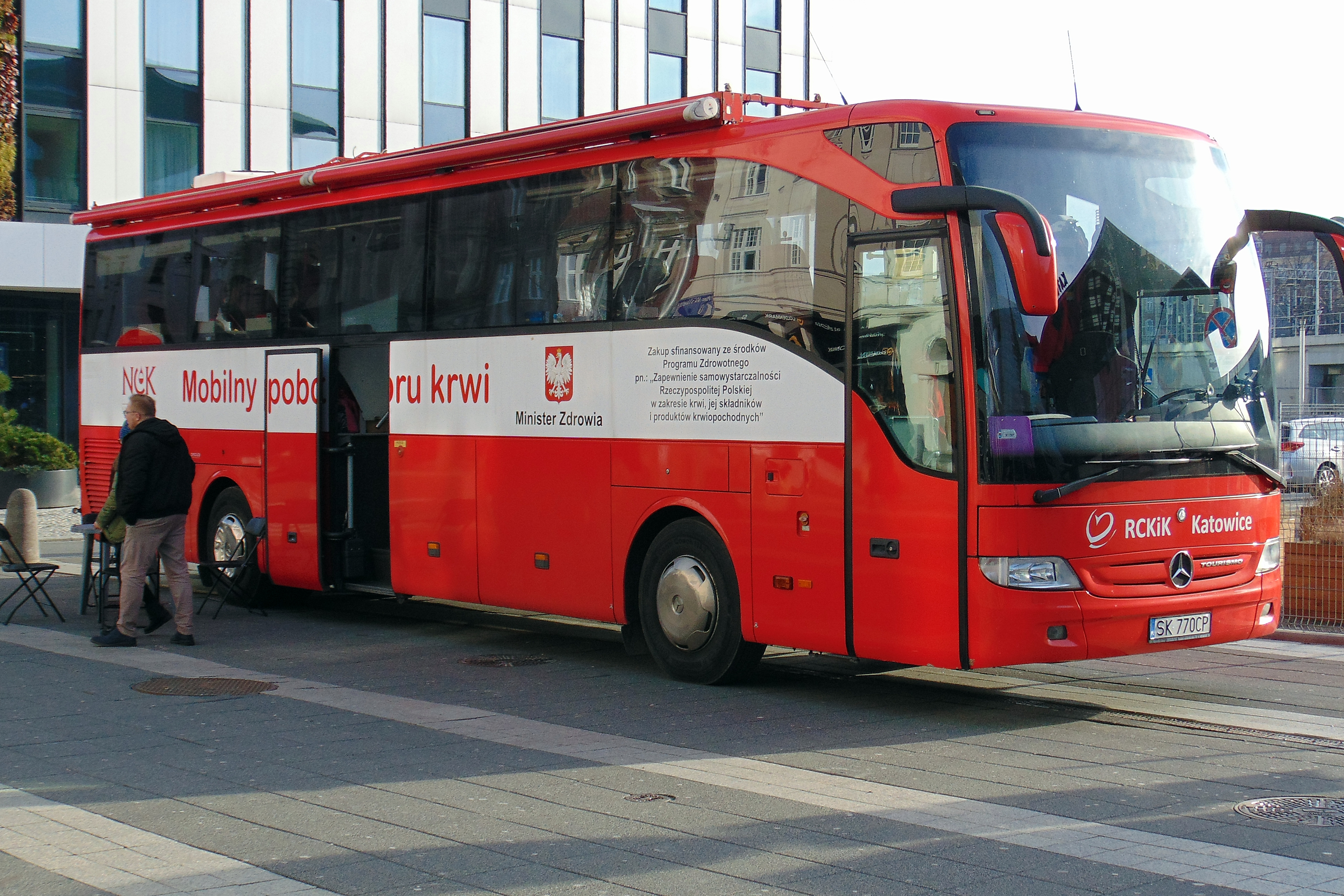
Krwiobus, mobilny punkt poboru krwi

## Procedura oddania krwi
Przed udaniem się do RCKiK lub Oddziału Terenowego należy być wypoczętym i wyspanym. Samą donację powinien poprzedzać lekkostrawny posiłek, nie zawierający zbyt wielu tłuszczów, a także powinno spożywać się dużą ilość płynów (woda, soki z owoców). Powinno się ponadto unikać nadmiernego wysiłku fizycznego.
1. Rejestracja potencjalnego dawcy: przy rejestracji osoba chcąca oddać krew otrzyma specjalnie przygotowany do tego celu kwestionariusz, zwany także ankietą[2], który pozwoli ocenić ogólny stan zdrowia. Konieczny jest dokument tożsamości ze zdjęciem, numerem PESEL i adresem zamieszkania (który z kolei będzie weryfikowany na każdym kolejnym etapie). Od krwiodawców wymaga się, aby kwestionariusz (ankieta) został wypełniony zgodnie z sumieniem i posiadaną wiedzą, a wszystkie zawarte w nim informacje o przebytych chorobach i obecnym stanie zdrowia były prawdziwe. Ma to na celu ochronę zdrowia dawcy i jednocześnie zapewnieniu bezpieczeństwa biorcy krwi.
2. W pracowni analiz lekarskich lub stanowisku do badania poziomu hemoglobiny zostanie pobrana próbka krwi w celu przeprowadzenie wstępnych badań (morfologii).Donacja w mobilnym punkcie poboru krwi
3. Gabinet lekarski:

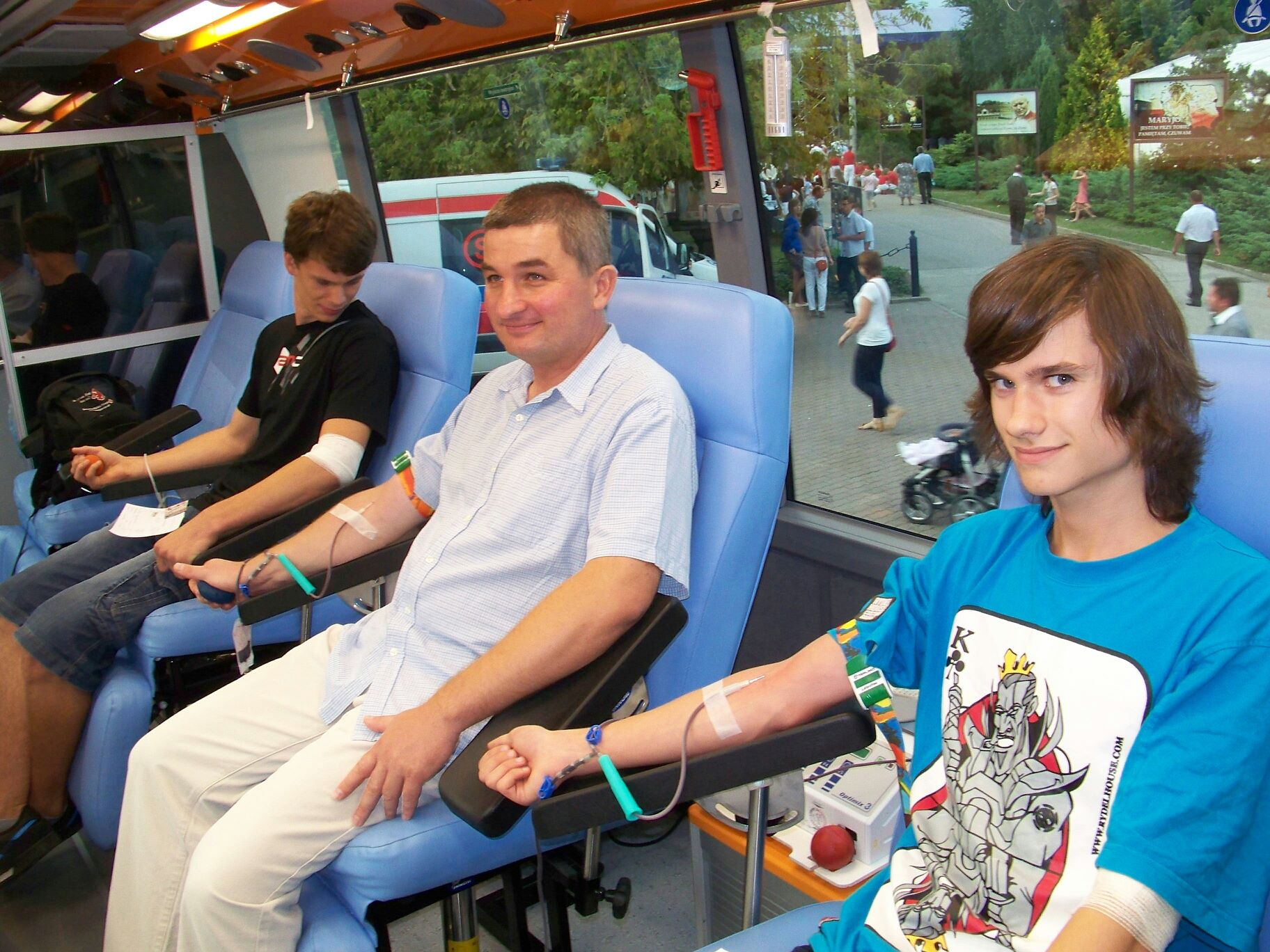
Donacja w mobilnym punkcie poboru krwi

  - ocenie zostaną poddane informacje zawarte w kwestionariuszu (ankiecie) dla dawców krwi.,
  - przeprowadzany jest wywiad lekarski,
  - dawca poddawany jest badaniu przedmiotowemu uwzględniającemu wyniki pomocniczych badań diagnostycznych, a także sprawdzane są:
    - wiek (dawcą może być osoba w wieku od 18 do 65 lat. W wyjątkowych przypadkach lekarz może wyrazić zgodę na oddanie krwi przez osobę powyżej 65 roku życia lub poniżej 18 roku życia. Dawcy pierwszorazowi do 60 roku życia, powyżej tego wieku po uzyskaniu pisemnej zgody lekarza podstawowej opieki zdrowotnej, jednak ostateczną decyzję podejmuje lekarz kwalifikujący.)

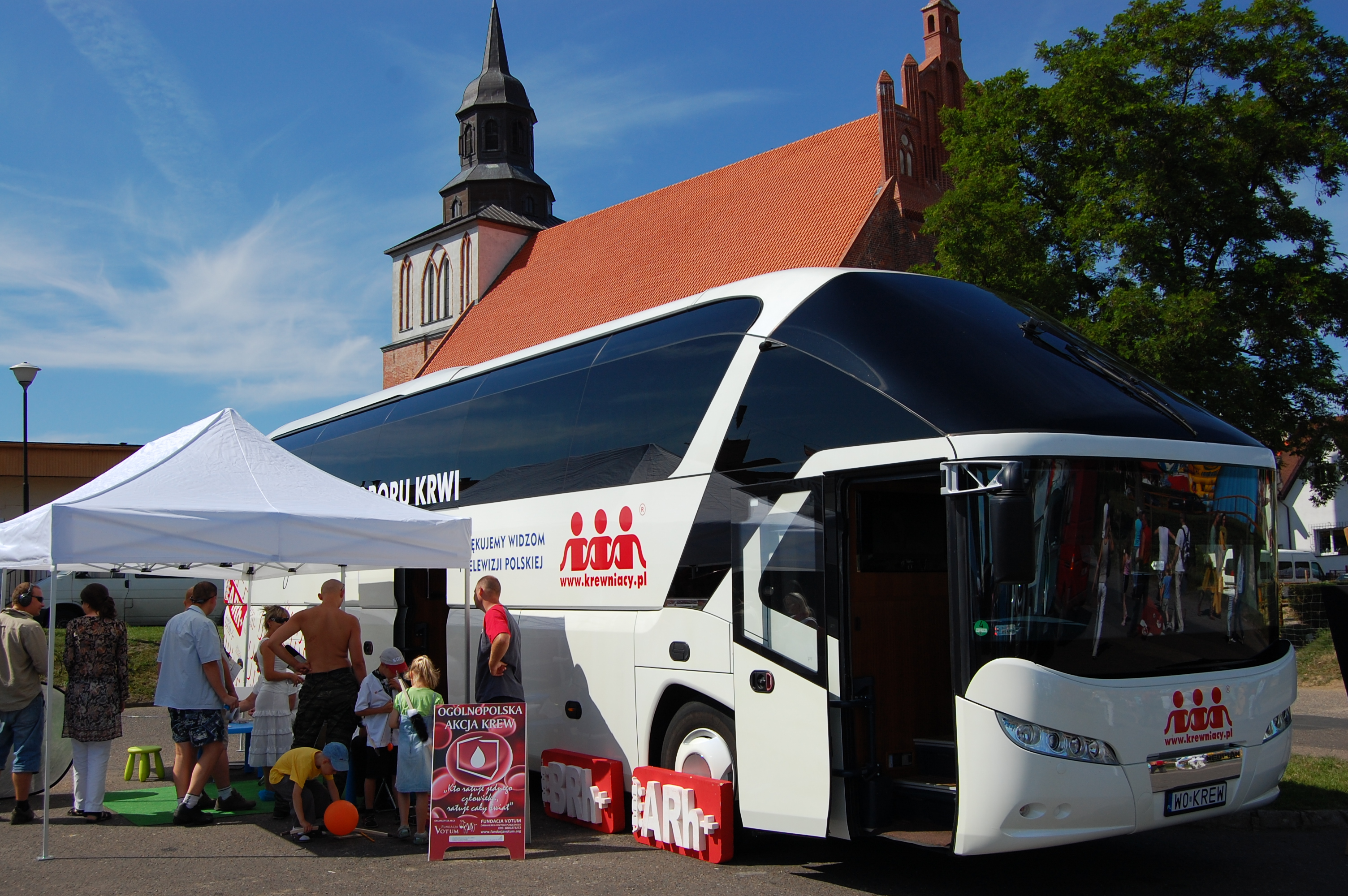
Autobus do pobierania krwi

    - Igła i sposób wkłucia w czasie pobierania krwiAutobus do pobierania krwiwygląd ogólny (dyskwalifikowane są osoby, których wygląd ogólny może wskazywać na pozostawanie pod wpływem alkoholu, narkotyków lub leków oraz nadmierne pobudzenie psychiczne)

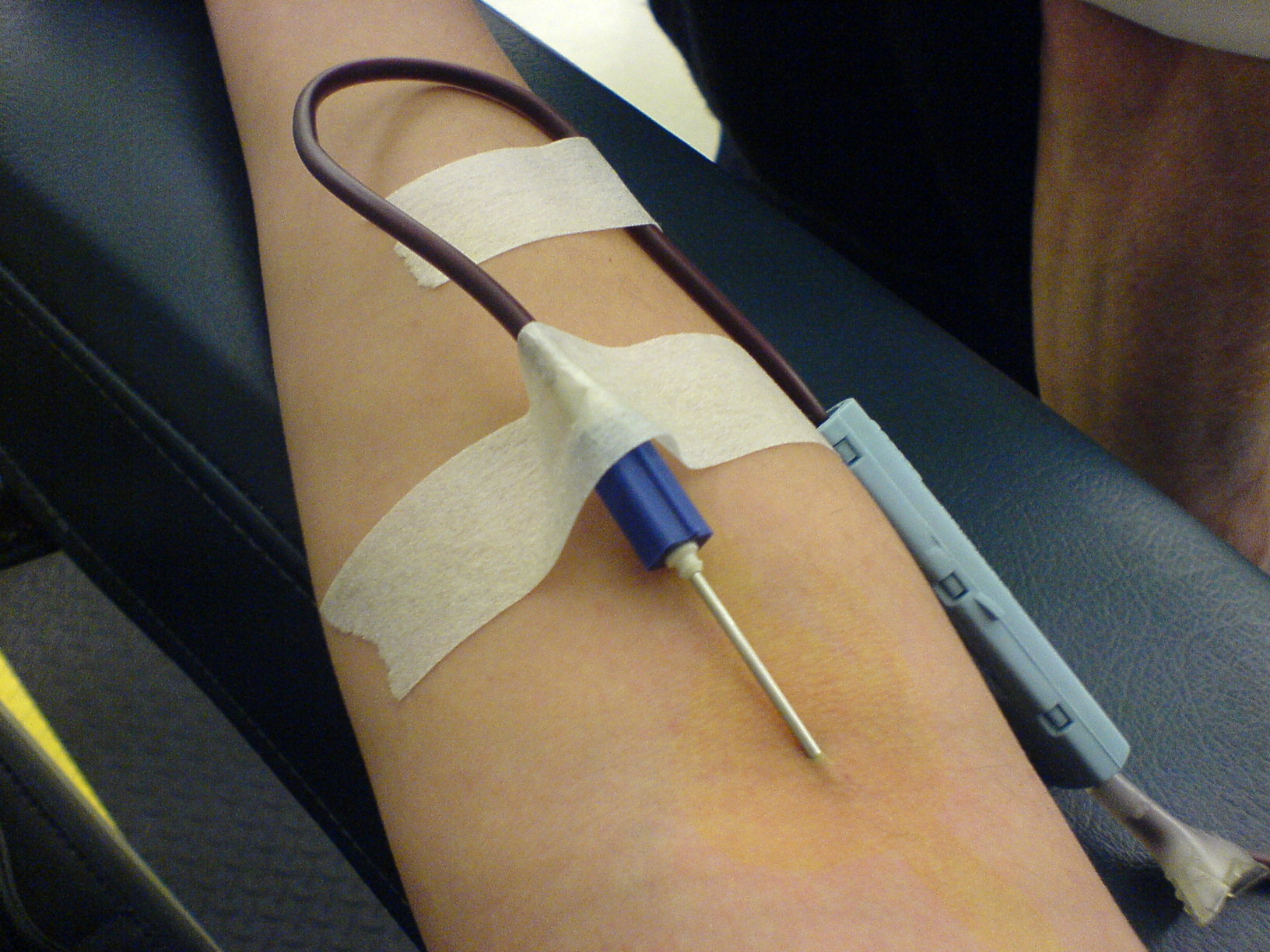
Igła i sposób wkłucia w czasie pobierania krwi

    - masa ciała (nie może być niższa niż 50 kg)
    - temperatura ciała (mierzona pod pachą; nie powinna przekraczać 37 °C)
    - tętno (powinno być miarowe o częstotliwości od 50 do 100 uderzeń na minutę)
    - ciśnienie tętnicze (wartości ciśnienia nie powinny przekraczać: 180 mm Hg dla ciśnienia skurczowego i 100 mm Hg dla ciśnienia rozkurczowego)
    - węzły chłonne (sprawdzany jest stan obwodowych węzłów chłonnych przede wszystkim szyjnych, karkowych, nadobojczykowych i pachowych. Ich powiększenie stanowi przeciwwskazanie do pobrania krwi aż do wyjaśnienia przyczyny powiększenia)
    - zmiany skórne (okolica miejsca wkłucia do żyły powinna być wolna od jakichkolwiek zmian chorobowych)

  - kwalifikacja (lub jej brak) do oddania krwi.
4. Uzupełnienie płynów w organizmie: od momentu zakwalifikowania do poboru krwi, dawca powinien uzupełnić płyny w organizmie. W tym celu otrzymuje kawę, herbatę lub wodę. W przypadku donacji płytek krwi dawca otrzymuje do spożycia wodę z rozpuszczonym wapnem musującym.
5. Donacji krwi pełnej lub jej składników na specjalnie do tego celu przystosowanym stanowisku. Zabieg trwa od kilku do kilkudziesięciu minut, w zależności od metody oddawania krwi.
6. Krótka regeneracja sił. Ubytek ten w większości przypadków nie powoduje żadnych odczuć. Jednak dla bezpieczeństwa dawcy, po zakończeniu donacji, przez pewien czas należy pozostać na miejscu celem regeneracji sił. Każdy dawca opuszczając punkt poboru krwi otrzymuje posiłek regeneracyjny o wartości kalorycznej 4500 kcal (np. czekolady). Po oddaniu krwi należy stosować się do zaleceń lekarza lub personelu fachowego pobierającego krew. Miejsce wkłucia, przy ręce wyprostowanej w łokciu należy odpowiednio długo (ok. 3-4 minut) trzymać uciśnięte; tego dnia nie należy nosić w tej ręce ciężarów. Niezastosowanie się do powyższych wskazówek narazi dawcę na powstanie krwiaka lub zasinienie w miejscu wkłucia. Ponadto w dniu oddania krwi należy unikać pośpiechu i energicznych ćwiczeń fizycznych. Starać się nie przebywać w zbyt gorących i dusznych pomieszczeniach.
7. Na prośbę dawcy wystawiane jest:
  - zaświadczenie usprawiedliwiające nieobecność w pracy, szkole czy uczelni,
  - w uzasadnionych przypadkach wypłacany jest zwrot kosztów poniesionych na przejazd do danego miejsca poboru krwi,
  - kopia wyników badań.

Jeżeli dawca oddał krew po raz pierwszy może ubiegać się o wydanie legitymacji Honorowego Dawcy Krwi.
Ponadto każdy krwiodawca w dniu donacji i wynikającą z tego nieobecność w pracy może ubiegać się o zwrot utraconego zarobku na zasadach wynikających z przepisów prawa pracy.

### Badania laboratoryjne
Po pobraniu krew zostanie przebadana, aby stwierdzić, czy dawca nie jest zakażony kiłą, HIV, wirusami zapalenia wątroby typu B lub C. Jeśli test wypadnie pozytywnie krew nie zostanie przetoczona. Przy pozytywnych wynikach badań, tzw. dodatnich (wskazujących na infekcję) dawca zostanie o tym niezwłocznie poinformowany.

#### Częstość wykonywania badań laboratoryjnych
1. przed każdym zabiegiem oddawania krwi oznacza się stężenie hemoglobiny,
2. przed zabiegiem trombaferezy lub leukaferezy oznacza się:
  - stężenie hemoglobiny i wartość hematokrytu
  - liczbę krwinek płytkowych i krwinek białych
3. od każdej osoby zakwalifikowanej do oddawania krwi, osocza, zabiegu trombaferezy, leukaferezy lub innego zabiegu po jego zakończeniu pobiera się próbki krwi w celu oznaczenia:
  - antygenu HBs
  - przeciwciał anty-HIV 1, 2
  - przeciwciał anty-HCV
  - RNA HCV
  - RNA HIV
  - DNA HBV
  - odczynów kiłowych
4. u dawców oddających regularnie krew pełną lub składniki komórkowe krwi pobiera się raz w roku próbki krwi w celu wykonania oznaczenia:
  - poziomu hemoglobiny i wartości hematokrytu
  - liczby krwinek czerwonych
  - liczby krwinek płytkowych
  - liczby krwinek białych
  - składu procentowego krwinek białych
5. u dawców oddających regularnie osocze oprócz wymienionych badań należy dodatkowo wykonać oznaczenie stężenia białka całkowitego i składu procentowego białek (ewentualnie wskaźnika albuminowo-globulinowego) raz na 12 miesięcy.

### Zasady kwalifikowania kandydatów na dawców oraz dawców do oddania krwi lub jej składników
Kandydat na dawcę krwi lub dawca krwi:
- Kwalifikowany jest przez lekarza do oddania krwi, osocza, zabiegów aferezy i innych zabiegów na podstawie oceny informacji zawartych w wypełnionych kwestionariuszu (ankiecie) dla dawców krwi, wywiadu lekarskiego, badania przedmiotowego uwzględniającego wyniki pomocniczych badań diagnostycznych.
- W obecności lekarza przed każdym zabiegiem pobrania krwi, osocza lub innym zabiegiem (w tym m.in. osocza metodą plazmaferezy, krwinek płytkowych i krwinek białych metodą aferezy automatycznej) wyraża w kwestionariuszu pisemną zgodę na określony zabieg.
- W każdej chwili podczas donacji może wycofać zgodę na oddanie krwi, a po oddaniu krwi może poinformować, że jego krew nie nadaje się do przetoczenia.
- Badanie lekarskie pozwala wykryć szereg sytuacji, w których oddanie krwi jest przeciwwskazane. Przeciwwskazania mogą być bezwzględne, dyskwalifikujące daną osobę na stałe lub względne dyskwalifikujące czasowo.

## Metody oddawania krwi
W krwiobiegu dorosłego człowieka krąży około 5-6 l krwi. Częstotliwość, rodzaj i objętość donacji ustala lekarz kierując się ogólnym stanem zdrowia dawcy. Jeżeli nie zaleci inaczej, pobierana jest następująca ilość krwi lub jej składników:
1. Metoda konwencjonalna — dawca oddaje krew pełną w ilości 450 ml w czasie od 5 do 12 minut. Krew pełna może być pobrana nie częściej niż 6 razy od mężczyzn i 4 razy od kobiety w ciągu roku. Przerwa po oddaniu krwi pełnej wynosi co najmniej 8 tygodni.
2. Metoda plazmaferezy automatycznej — dawca oddaje tylko osocze (plazmę) w ilości 600 ml w czasie około 40 minut. Osocza metodą automatycznej plazmaferezy można pobrać nie więcej niż 25 litrów w ciągu roku od jednego dawcy. Przerwa po oddaniu osocza wynosi co najmniej 2 tygodnie.
3. Metoda trombaferezy i leukaferezy — dawca oddaje tylko wybrane elementy komórkowe krwi (płytki w ilości 250-300 ml w czasie 45-60 minut; krwinki białe w ilości 250-500 ml w czasie od 2 do 3 godzin) w odstępach nie krótszych niż 4 tygodnie. Zabiegi trombaferezy i leukaferezy można wykonać do 12 razy w ciągu roku, a przerwa między nimi wynosi co najmniej 4 tygodnie.

Zabiegi aferezy: plazmaferezy i trombaferezy można wykonać miesiąc po oddaniu krwi pełnej. Zabieg leukaferezy wykonuje się tylko na specjalne zamówienie szpitali. Dawca musi poddać się stymulacji farmakologicznej (podanie leków) w celu uzyskania większej ilości granulocytów we krwi obwodowej.
Zależności pomiędzy poszczególnymi metodami oddawania krwi i częstotliwościami ich wykonywania prezentuje tabela poniżej.
Specjalne zalecenia w przypadku dawców poddawanych zabiegom aferezy:
Dawcy oddający składniki krwi metodą aferezy powinni odpowiadać kryteriom stosowanym wobec dawców krwi pełnej.
W czasie przeprowadzania wywiadu lekarz szczególną uwagę zwraca na:
- skłonność do wzmożonych krwawień,
- objawy mogące wskazywać na zaburzenia gospodarki wodno-elektrolitowej (szczególnie istotne w przypadku stosowania środków zwiększających objętość osocza, jak np. HES, i/albo stymulacji kortykosteroidami),
- przyjmowanie leków zawierających kwas acetylosalicylowy (np. aspiryna, polopiryna) w ciągu 5 dni przed zabiegiem trombaferezy,
- objawy choroby wrzodowej żołądka i dwunastnicy (szczególnie w przypadku stosowania stymulacji kortykosteroidami),
- powikłania występujące podczas poprzednich donacji.

### Częstotliwość pobierania krwi i jej składników
W Polsce częstotliwość pobierania krwi określa Rozporządzenie Ministra Zdrowia z dnia 11 września 2017 r. w sprawie warunków pobierania krwi od kandydatów na dawców krwi i dawców krwi:

### Mężczyźni
| POPRZEDNIA DONACJA | KOLEJNA DONACJA                                            | KOLEJNA DONACJA                                            | KOLEJNA DONACJA                                            | KOLEJNA DONACJA                                            | KOLEJNA DONACJA                                            |
| ------------------ | ---------------------------------------------------------- | ---------------------------------------------------------- | ---------------------------------------------------------- | ---------------------------------------------------------- | ---------------------------------------------------------- |
|                    | Krew pełna                                                 | Osocze                                                     | Trombocyty                                                 | Krwinki białe                                              | Krwinki czerwone                                           |
| Krew pełna         | 8 tyg. (nie więcej niż 6 donacji na rok)                   | 30 dni                                                     | 1 miesiąc                                                  | 8 tyg.                                                     | 8 tyg.                                                     |
| Osocze             | 2 tyg.                                                     | 2 tyg. (nie więcej niż 25 l na rok)                        | 2 tyg.                                                     | 2 tyg.                                                     | 2 tyg.                                                     |
| Trombocyty         | 4 tyg.                                                     | 4 tyg.                                                     | 4 tyg. (nie częściej niż 12 razy w roku)                   | 4 tyg.                                                     | 4 tyg.                                                     |
| Krwinki białe      | 4 tyg.                                                     | 4 tyg.                                                     | 4 tyg.                                                     | 4 tyg. (nie częściej niż 12 razy w roku)                   | 4 tyg.                                                     |
| Krwinki czerwone   | 8 tyg. (donacja pojedyncza), 6 miesięcy (donacja podwójna) | 8 tyg. (donacja pojedyncza), 6 miesięcy (donacja podwójna) | 8 tyg. (donacja pojedyncza), 6 miesięcy (donacja podwójna) | 8 tyg. (donacja pojedyncza), 6 miesięcy (donacja podwójna) | 8 tyg. (donacja pojedyncza), 6 miesięcy (donacja podwójna) |

### Kobiety
| poprzednia donacja | KOLEJNA DONACJA                                             | KOLEJNA DONACJA                                             | KOLEJNA DONACJA                                             | KOLEJNA DONACJA                                             | KOLEJNA DONACJA                                             |
| ------------------ | ----------------------------------------------------------- | ----------------------------------------------------------- | ----------------------------------------------------------- | ----------------------------------------------------------- | ----------------------------------------------------------- |
|                    | Krew pełna                                                  | Osocze                                                      | Trombocyty                                                  | Krwinki białe                                               | Krwinki czerwone                                            |
| Krew pełna         | 8 tyg. (nie więcej niż 4 donacje/rok)                       | 30 dni                                                      | 1 miesiąc                                                   | 8 tyg.                                                      | 8 tyg.                                                      |
| Osocze             | 2 tyg.                                                      | 2 tyg. (nie więcej niż 15 l na rok)                         | 2 tyg.                                                      | 2 tyg.                                                      | 2 tyg.                                                      |
| Trombocyty         | 4 tyg.                                                      | 4 tyg.                                                      | 4 tyg. (nie częściej niż 12 razy w roku)                    | 4 tyg.                                                      | 4 tyg.                                                      |
| Krwinki białe      | 4 tyg.                                                      | 4 tyg.                                                      | 4 tyg.                                                      | 4 tyg. (nie częściej niż 12 razy w roku)                    | 4 tyg.                                                      |
| Krwinki czerwone   | 12 tyg. (donacja pojedyncza), 6 miesięcy (donacja podwójna) | 12 tyg. (donacja pojedyncza), 6 miesięcy (donacja podwójna) | 12 tyg. (donacja pojedyncza), 6 miesięcy (donacja podwójna) | 12 tyg. (donacja pojedyncza), 6 miesięcy (donacja podwójna) | 12 tyg. (donacja pojedyncza), 6 miesięcy (donacja podwójna) |

## Dyskwalifikacja czasowa
| Powód dyskwalifikacji | Okres dyskwalifikacji              |
| --- | ---------------------------------- |
| Okres miesiączkowania i 3 dni po zakończeniu |                                    |
| Zabieg usunięcia zęba, leczenie przewodowe i inne drobne zabiegi chirurgiczne | 7 dni                              |
| Leczenie zęba, wizyta u stomatologa | 24h                                |
| Większe operacje i inne zabiegi medyczne wykonywane sprzętem wielokrotnego użytku i przebiegające z naruszeniem ciągłości skóry lub błon śluzowych | 6 miesięcy                         |
| Wykonanie tatuażu, przekłuwaniu ucha itp. | 6 miesięcy                         |
| Zabieg akupunktury (chyba że akupunktura została wykonana igłami do akupunktury jednorazowego użytku przez wykwalifikowanego lekarza) | 6 miesięcy                         |
| Kontakt z obcą krwią (kontakt śluzówki z krwią lub ukłucie igłą) | 6 miesięcy                         |
| Zażywanie aspiryny lub leków zawierających kwas acetylosalicylowy | 5 dni (od ostatniego zażycia)      |
| Zabieg endoskopii z użyciem fiberoendoskopu (np. gastroskopia, kolonoskopia, artroskopia) | 6 miesięcy                         |
| Ostre choroby (np. układu pokarmowego, moczowego, oddechowego) | do pełnego wyleczenia              |
| Leczenie antybiotykami | 14 dni (od zakończenia leczenia)   |
| Okres, gdy wartość ciśnienia nie mieści się w granicach 90/60 – 180/100 mm Hg, tętno pomiarowe 50-100/min |                                    |
| Gruźlica i otrzymanie od lekarza ftyzjatry zaświadczenia o wyleczeniu | 2 lata                             |
| Choroby zapalne i uczuleniowe skóry, ostre stany uczuleniowe i okres odczulania, zaostrzenie przewlekłej choroby alergicznej |                                    |
| Rzeżączka | 2 lata (od zakończenia leczenia)   |
| Pobyt w krajach o dużej częstotliwości występowania nosicieli przeciwciał anty-HIV i chorych na AIDS (np. Afryka Środkowa i Zachodnia, Tajlandia) | 6 miesięcy                         |
| Nietypowe zmiany skórne | do czasu wyjaśnienia ich przyczyny |
| Od chwili powrotu z rejonów, gdzie endemicznie występują choroby tropikalne (jeśli wystąpiły w tym czasie objawy którejś z chorób) | 6 miesięcy                         |
| Od chwili powrotu z rejonów, gdzie endemicznie występuje malaria, jeśli nie wystąpiły w tym okresie objawy choroby (4 miesiące pod warunkiem negatywnych wyników badań wykonanych metodami immunologicznymi lub biologii molekularnej)                       | 12 miesięcy                        |
| Przebywanie na obszarach endemicznego występowania malarii nieprzerwanie przez 6 miesięcy. Po tym okresie ponowne zakwalifikowanie jest możliwe tylko pod warunkiem negatywnych wyników badań wykonanych metodami immunologicznymi lub biologii molekularnej | 6 miesięcy                         |
| Potwierdzone wyleczenie brucelozy i gorączki Q | 2 lata                             |
| Zakończenie leczenia i braku objawów malarii (pod warunkiem, że badania immunologiczne lub metodami biologii molekularnej dają wyniki negatywne) | 3 lata                             |
| Po przebyciu gorączki reumatycznej, jeśli nie wystąpiła przewlekła choroba serca | 2 lata                             |
| Potwierdzone wyleczenie zapalenia szpiku | 2 lata                             |
| Całkowite wyleczenie z toksoplazmozy | 6 miesięcy                         |
| Wyleczenie mononukleozy zakaźnej | 6 miesięcy                         |
| Poród lub po zakończeniu ciąży | 6 miesięcy                         |
| Przetoczenie krwi i jej składników | 6 miesięcy                         |
| Przeszczep ludzkich tkanek i komórek | 6 miesięcy                         |
| Przebyta choroba zakaźna przy uzyskaniu prawidłowych wyników badań klinicznych i laboratoryjnych | 2 tygodnie (co najmniej)           |
| Przebycie grypy, zakażenia grypopochodnego i gorączce powyżej 38 °C | 2 tygodnie                         |
| Kontakt z chorobami zakaźnymi dyskwalifikuje na czas równy inkubacji danej choroby | zwykle 4 tygodnie                  |
| Bliski kontakt w warunkach domowych z chorym na wirusowe zapalenie wątroby | 6 miesięcy                         |
| Okres pozbawienia wolności i okres po odbytej karze więzienia | 6 miesięcy                         |

Okresowe szczepienia również powodują dyskwalifikację. Jest on uzależniony od rodzaju szczepionki:
- 4 tygodnie – szczepionki z osłabionymi bakteriami i wirusami przeciw BCG, odrze, różyczce, żółtej febrze, nagminnemu zapaleniu ślinianek przyusznych, nagminnemu porażeniu dziecięcemu, durowi brzusznemu, cholerze,
- 48 godzin – szczepionki z zabitymi bakteriami, reiketsjami, wirusami przeciw cholerze, durowi brzusznemu, krztuścowi, durowi plamistemu, nagminnemu porażeniu dziecięcemu,
- 48 godzin – szczepienie przeciwko wirusowemu zapaleniu wątroby typu A lub B (bez kontaktu z chorobą),
- 1 tydzień – szczepienie przeciwko wirusowemu zapaleniu wątroby typu B (bez kontaktu z chorobą),
- 3 miesiące – bierne uodparnianie surowicami odzwierzęcymi,
- 48 godzin – przyjęcie anatoksyny błonicowej i tężcowej,
- 48 godzin – przyjęcie szczepionki przeciw wściekliźnie i kleszczowemu zapaleniu mózgu, a 1 rok w przypadku ryzyka zakażenia.

### Przyjmowanie leków
Przyjmowanie leków może wskazywać na istnienie choroby powodującej dyskwalifikację, dlatego należy wyjaśnić przyczynę stosowanego leczenia. Okres przyjmowania leków z wyjątkiem witamin, doustnych leków antykoncepcyjnych oraz leków hormonalnych stosowanych w okresie menopauzy. W przypadku przyjmowania innych leków, aby oddać krew należy uzyskać zgodę lekarza (np. zażywanie aspiryny lub leków zawierających kwas acetylosalicylowy dyskwalifikuje przez 5 dni od ostatniego zażycia).

## Dyskwalifikacja stała
- Poważne choroby układu krążenia aktualne lub przebyte, między innymi:
  - wady serca (poza wadami wrodzonymi całkowicie wyleczonymi),
  - choroba niedokrwienna mięśnia sercowego,
  - stan po zawale mięśnia sercowego,
  - zaburzenia rytmu serca,
  - niewydolność krążenia,
  - miażdżyca znacznego stopnia.
- Choroby pochodzenia mózgowonaczyniowego (np. stan po udarze mózgu).
- Poważne choroby układu pokarmowego (w tym schorzenia wątroby), oddechowego, moczowego, nerwowego (szczególnie padaczka, nawracające choroby psychiczne, organiczne schorzenia układu nerwowego oraz przewlekłe choroby OUN – ośrodkowego układu nerwowego).
- Poważne choroby skóry (np. łuszczyca).
- Choroby krwi i układu krwiotwórczego, zaburzenia krzepnięcia w wywiadzie.
- Choroby metaboliczne i układu endokrynnego, np. cukrzyca, choroby tarczycy, nadnerczy itp.
- Choroby układowe np. kolagenozy.
- Nowotwory złośliwe.
- Choroby zakaźne
  - WZW typu B, WZW typu C, wirusowe zapalenie wątroby w wywiadzie,
  - każda żółtaczka o niejasnej etiologii,
  - babeszjoza,
  - kala azar (leiszmanioza trzewna),
  - Trypanosoma cruzi (gorączka Chagasa)
  - promienica,
  - HTLV I/II — retrowirus uważany m.in. za czynnik wywołujący białaczkę/chłoniaka z komórek T u dorosłych — występuje endemicznie w południowej Japonii i basenie Morza Karaibskiego.
- Nosicielstwo wirusa HIV oraz zespół nabytego upośledzenia odporności (AIDS).
- Przebywanie na obszarach endemicznego występowania malarii nieprzerwane przez 6 miesięcy, jeżeli wynik badań w kierunku malarii przeprowadzonych nie wcześniej niż 4 miesiące po powrocie jest dodatni lub jeśli nie wykonano tych badań.
- Przynależność do grup, które ze względu na swoje zachowania seksualne są szczególnie narażone na zakażenia poważnymi chorobami, mogącymi przenosić się drogą krwi w tym:
  - narkomani,
  - osoby uprawiające prostytucję,
  - osoby często zmieniające partnerów seksualnych.
- Osoby mające partnerów seksualnych z wyżej wymienionych grup.
- Lekozależność, alkoholizm.
- Choroba Creutzfeldta-Jakoba u osoby lub w rodzinie.
- Kiła.
- Przebycie przeszczepu rogówki, opony twardej, leczenie kiedykolwiek hormonem wzrostu uzyskanym z ludzkich przysadek.
- Leczenie bezpłodności w latach 1965-1985 zastrzykami hormonów.
- Przebywanie w okresie od 01.01.1980 r. do 31.12.1996 r. łącznie przez 6 miesięcy lub dłużej w Wielkiej Brytanii, Francji, Irlandii.
- Zaburzenia psychiczne i zaburzenia zachowania spowodowane używaniem substancji psychotropowych.
- Każdy przypadek stosowania domięśniowo lub dożylnie leków, które nie zostały przepisane przez lekarza.

## Organizacja publicznej służby krwi
Naczelną instytucją nadzorującą organizacje krwiodawstwa w Polsce jest Minister Zdrowia, który wykonuje swoje zadania w tym zakresie przez Narodowe Centrum Krwi. Ministrowi Zdrowia podlega 21 Regionalnych Centrów Krwiodawstwa i Krwiolecznictwa (działających jako samodzielne publiczne zakłady opieki zdrowotnej), które znajdują się w: Białymstoku, Bydgoszczy, Gdańsku, Kaliszu, Katowicach, Kielcach, Krakowie, Lublinie, Łodzi, Olsztynie, Opolu, Poznaniu, Raciborzu, Radomiu, Rzeszowie, Słupsku, Szczecinie, Wałbrzychu, Warszawie, Wrocławiu i Zielonej Górze. Ponadto, działają również dwa centra resortowe – WCKiK (Wojskowe Centrum Krwiodawstwa i Krwiolecznictwa, podległe Ministrowi Obrony Narodowej) oraz CKiK MSW (Centrum Krwiodawstwa i Krwiolecznictwa Ministerstwa Spraw Wewnętrznych), których siedziby w obu przypadkach mieszczą się w Warszawie. Każda z RCKiK posiada także szereg Oddziałów terenowych rozmieszczonych na obszarze całej Polski. Jednostki te jako jedyne mają prawo pobierania krwi od dawców. Nadzór merytoryczno-fachowy nad centrami krwiodawstwa i krwiolecznictwa sprawuje Instytut Hematologii i Transfuzjologii.

## Odznaki i odznaczenia jakie może uzyskać HDK

### Zasłużony Honorowy Dawca Krwi

Odznaczenie Honorowy Dawca Krwi - Zasłużony dla Zdrowia Narodu

Tytuł i odznaka honorowa „Zasłużony Honorowy Dawca Krwi”, nadawana jest kobiecie, która oddała w dowolnym okresie co najmniej 5 litrów krwi lub odpowiadającą tej objętości ilość innych jej składników; mężczyźnie, który oddał w dowolnym okresie co najmniej 6 litrów krwi lub odpowiadającą tej objętości ilość innych jej składników.

### Honorowy Dawca Krwi – Zasłużony dla Zdrowia Narodu
Zasłużonemu Honorowemu Dawcy Krwi, który oddał co najmniej 20 litrów krwi lub odpowiadającą tej objętości ilość innych jej składników oraz w wyniku uznania wybitnych zasług na rzecz ratowania ludzkiego życia i zdrowia oraz aktywnej działalności w ruchu honorowego krwiodawstwa mogą być nadawane ordery i odznaczenia oraz odznaka "Honorowy Dawca Krwi – Zasłużony dla Zdrowia Narodu".

## Uprawnienia Honorowych Dawców Krwi i Zasłużonych Honorowych Dawców Krwi

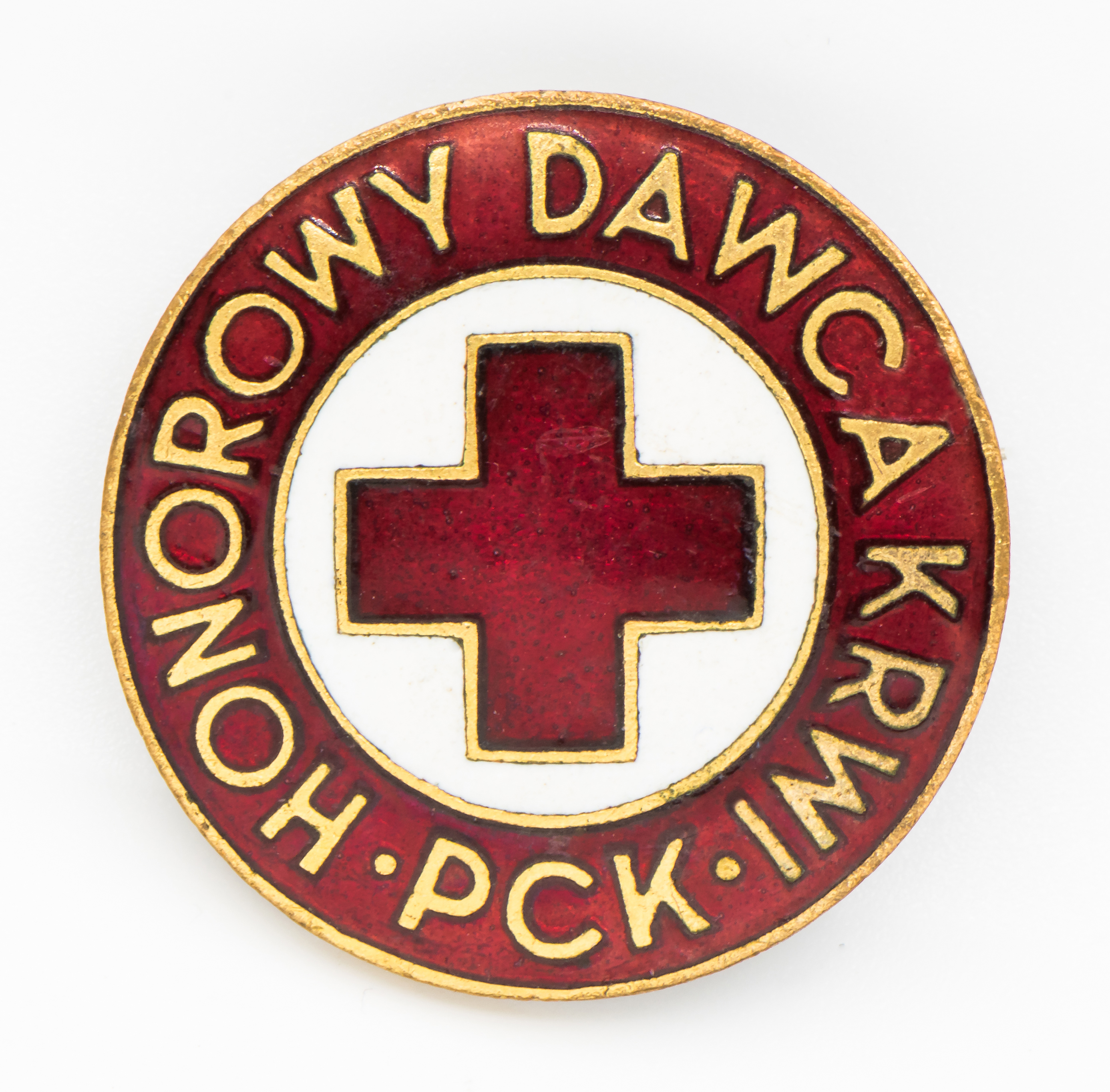
Odznaka Honorowego Dawcy Krwi

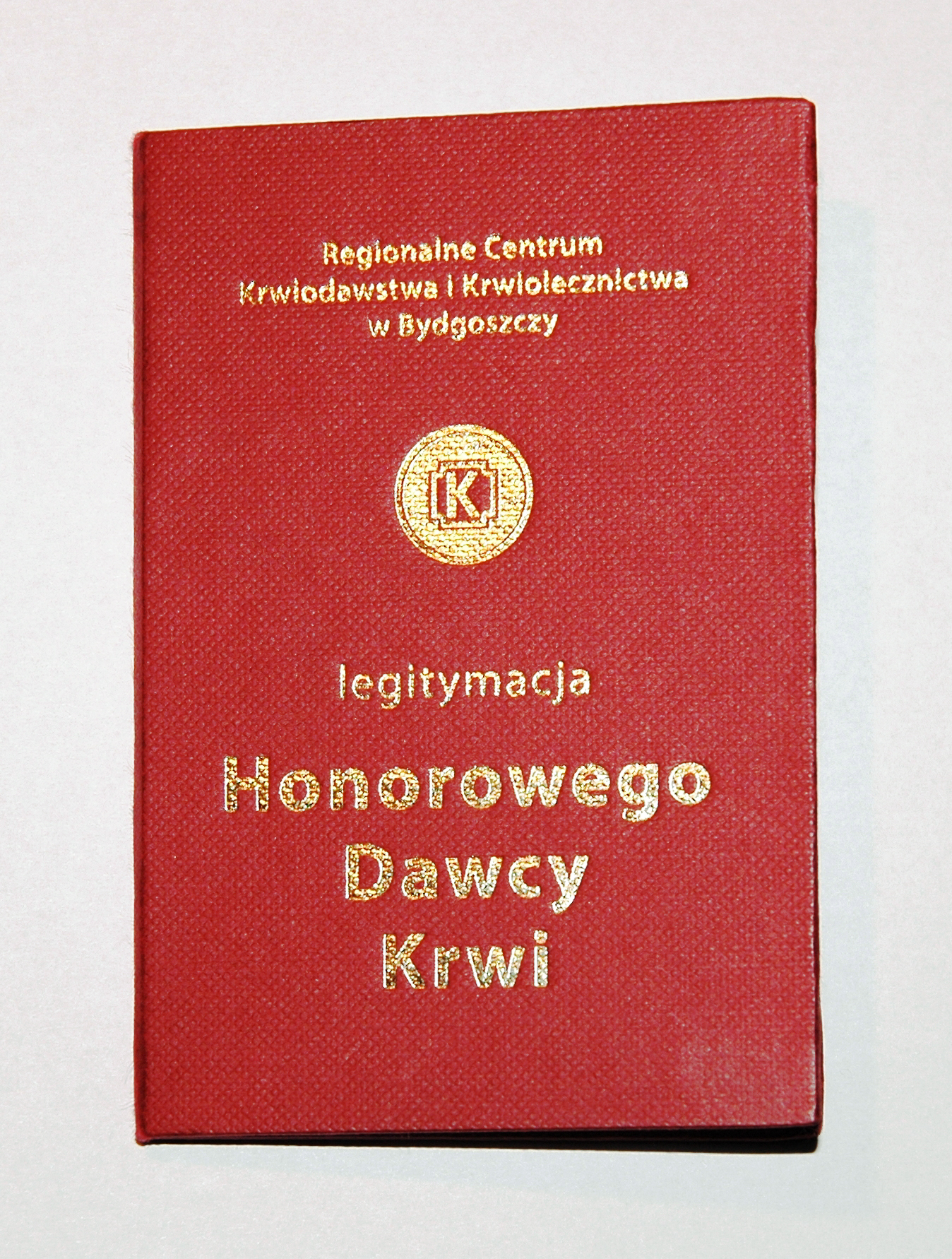
Legitymacja Honorowego Dawcy Krwi

- Osobie, która została zarejestrowana w jednostce organizacyjnej publicznej służby krwi i oddała bezpłatnie krew przysługuje tytuł „Honorowy Dawca Krwi” oraz możliwość uzyskania legitymacji HDK.
- Honorowemu Dawcy Krwi, zgodnie z art. 9 ustawy o publicznej służbie krwi[1] przysługuje:
  - zwolnienie od pracy w dniu oddania krwi i na czas okresowego badania lekarskiego z zachowaniem prawa do wynagrodzenia (do godziny 24:00 w dniu oddania krwi), w przypadku wykonywania szczególnie niebezpiecznych zawodów lekarz może wydać zwolnienie na całą dobę. W przypadku ogłoszenia stanu zagrożenia epidemicznego albo stanu epidemii honorowemu dawcy krwi, który oddał krew lub jej składniki, w tym osocze po chorobie COVID-19, przysługują uprawnienia, o których mowa w art. 9, z tym że wymiar zwolnienia od pracy oraz zwolnienia od wykonywania czynności służbowych przysługuje w dniu, w którym oddał krew lub jej składniki, oraz w dniu następnym,
  - w uzasadnionych przypadkach zwrot kosztów przejazdu do najbliższej jednostki organizacyjnej publicznej służby krwi, w której oddaje krew na zasadach określonych w przepisach w sprawie diet i innych należności z tytułu podróży służbowych na obszarze kraju, koszty te ponosi jednostka organizacyjna publicznej służby krwi,
  - posiłek regeneracyjny po oddaniu krwi lub jej składników o wartości kalorycznej 4500 kilokalorii,
  - publiczna służba zdrowia zapewnia anonimowość dawcy krwi. Oznakowanie opakowań krwi i preparatów krwiopochodnych nie może zawierać danych umożliwiających identyfikację dawcy przez biorcę lub inną osobę bądź jednostkę organizacyjną inną niż jednostka organizacyjna publicznej służby krwi (art. 13 ww. ustawy).
  - Odliczenie darowizny od dochodu (ekwiwalent w wysokości 130 zł za litr). W związku z możliwością odliczenia darowizny za oddaną krew od podstawy opodatkowania, Regionalne Centra Krwiodawstwa I Krwiolecznictwa wydają Honorowym Krwiodawcom na życzenie stosowne zaświadczenia od dnia 2 stycznia następnego roku[5].
  - W przypadku ogłoszenia stanu zagrożenia epidemicznego albo stanu epidemii honorowemu dawcy krwi, który oddał co najmniej 3 donacje krwi lub jej składników, w tym osocze po chorobie COVID-19, przysługuje ulga w wysokości 33% na przejazdy w komunikacji krajowej środkami publicznego transportu zbiorowego: a) kolejowego w 1 i 2 klasie pociągów osobowych i pospiesznych oraz autobusowego w komunikacji zwykłej i przyspieszonej, b) kolejowego w 2 klasie pociągów innych niż osobowe i pospieszne – na podstawie biletów jednorazowych.
- Zasłużonym Honorowym Dawcom Krwi przysługuje:
  - zniżka na leki znajdujące się na liście leków refundowanych oraz bezpłatny do wysokości limitu przydział leków krwiotwórczych (według listy ogłaszanej w rozporządzeniu Ministra Zdrowia)[6],
  - korzystanie ze świadczeń podstawowej opieki zdrowotnej finansowanych ze środków publicznych poza kolejnością oraz z usług farmaceutycznych udzielanych w aptekach[7].
  - aktywni honorowi dawcy krwi mogą również liczyć na zniżki w schroniskach, hotelach, sklepach i punktach usługowych zrzeszonych wokół inicjatywy „Dawcom w Darze”[8].
  - od określonych ilości oddanej krwi, krwiodawcom przysługuje możliwość bezpłatnego korzystania z komunikacji publicznej (zasady indywidualnie dla każdej miejscowości)

## Krewkarta
Karta identyfikacyjna grupy krwi, potocznie zwana krewkartą, jest dokumentem formatu dowodu osobistego, wydawanym przez RCKiK odpowiednie terenowo. Karta jest wykonana z plastiku, wobec czego jest trwała; zachowuje swoją ważność przez całe życie. Krewkarta jest środkiem dodatkowej ochrony życia i zdrowia, zastępuje dawny wpis grupy krwi do dowodu osobistego. W przypadku wypadków pozwala ustalić grupę krwi poszkodowanego ratownikom medycznym oraz pracownikom systemu opieki zdrowotnej w Polsce. Karta identyfikacyjna grupy krwi jest dokumentem wiarygodnie poświadczającym grupę krwi jej posiadacza. Posiadanie tej karty pozwala skrócić czas oczekiwania na transfuzję o około 30 minut. Pozwala ona także uniknąć oznaczania grupy krwi przy wielokrotnych pobytach w szpitalu.

## Literatura
- Stefan Oberleitner, Odznaki Honorowe PCK i HDK. 1945 – 2000, PTN Rzeszów.
- Kazimierz Raczyński, Krwiodawstwo w szkole: poradnik dla nauczycieli i wychowawców., Koszalin 2011, ISBN 978-83-933487-0-1